# Dominium rybnickie
Dominium rybnickie – majątek dziedziczny na Górnym Śląsku, istniejący w latach 1532–1788, w obrębie księstwa raciborskiego w Monarchii Habsburgów (do 1742), a potem Królestwa Prus (1742–1788).
Gdy w 1532 roku bezpotomnie zmarł Jan II Dobry, który był ostatnim przedstawicielem opolsko-raciborskiej linii Piastów Śląskich, Habsburgowie – władający ówcześnie całym Śląskiem – przekazali księstwo opolsko-raciborskie Jerzemu Hohenzollernowi. Ten zaś, jeszcze w tym samym roku, wydzielił z księstwa miasto Rybnik wraz z okolicznymi miejscowościami, tworząc zastaw, który nadawano różnym rodom śląskim, czeskim lub austriackim. Znajdował się on w granicach księstwa raciborskiego i był lokalnym centrum dla pobliskich miejscowości. Stąd też czasami w literaturze można spotkać potoczne zwroty państwo, władztwo lub dominium na określenie tego okręgu znajdującego się w księstwie raciborskim.
Pierwszymi jego właścicielami zostali Wacław Hnedecz i Mikołaj Nipszyc. Po nich funkcję tę przejął Jan Kornicz, a następnie rodzina Sedlnickich, aby w 1557 roku stać się własnością Władysława Lobkowica Starszego. Jego syn, Władysław Lobkowic Młodszy, w 1607 roku nabył dziedziczne prawa swej rodziny do majątku rybnickiego. Jego rządy przypadły jednak na okres wojny 30-letniej, w czasie której Lobkowic opowiedział się po stronie cesarza Ferdynanda II Habsburga. Naraziło to jego włości na łupieżcze najazdy Jana Jerzego Hohenzollerna, ówczesnego władcy księstwa karniowskiego i jednocześnie dowódcy wojsk protestantów śląskich. W 1621 roku Rybnickie Państewko przeszło na własność Zdenka Wojciecha Lobkowica, brata Władysława. Później włości objął w posiadanie syn Zdenka, Wacław Euzebiusz. Ostatni z Lobkowiców, dla pozyskania funduszy na zakup księstwa żagańskiego, sprzedał dominium rybnickie Józefowi Haugwitzowi. Ten zaś już po roku przekazał je Janowi Bernardowi Prażmie, który następnie przekazał je swojemu szwagrowi – Ferdynandowi Leopoldowi Oppersdorfowi. Jego syn Bernard w 1682 roku sprzedał zadłużony majątek Joannie Konstancji Węgierskiej. Po matce, dominium w 1695 roku przejął Karol Gabriel Węgierski, później zaś pochodzący z tej rodziny Franciszek Karol (1735–1747) oraz jego syn Emanuel (1747–1768). Po śmierci tego ostatniego przez 12 lat państwem rybnickim zarządzał jego daleki krewny Józef Węgierski, który był też opiekunem małoletniego Antoniego, przyszłego właściciela dóbr rybnickich. Ten zaś okazał się być ostatnim jego zarządcą, gdyż w 1788 roku sprzedał rybnickie państwo królowi Prus Fryderykowi Wilhelmowi II, kończąc prywatne rządy nad ziemią rybnicką.
Rybnickie władztwo, poza Rybnikiem, tworzyły następujące wsie: Ligota, Rybnicka Kuźnia, Ligocka Kuźnia, Raszowiec, Boguszowice, Gotartowice, Szczejkowice, Przegędza, Książenice, Lasoki, Ochojec, Golejów, Grabownia, Wielopole, Orzepowice, Jejkowice, Smolna, Zamysłów, Rydułtowy, Radoszowy, Biertułtowy, Niedobczyce, Popielów, Radziejów, Jankowice, Michałkowice, Chwałowice i Świerklany Górne. Wsie te formalnie należały do księstwa opolsko-raciborskiego.